# Rei Higuchi
Pour les articles homonymes, voir Higuchi.
 Rei Higuchi (japonais : 樋口黎, né le 28 janvier 1996 à Ibaraki (Osaka)) est un lutteur japonais, spécialiste de lutte libre.
Il représente le Japon lors des championnats du monde juniors 2015 où il est éliminé par Gadzhimurad Rashidov. Il remporte la médaille d'argent lors des Jeux olympiques de 2016 à Rio en moins de 57 kg. Il est médaillé de bronze des Championnats d'Asie 2017 en moins de 61 kg.
Il remporte la médaille d'or en moins de 57 kg aux jeux olympiques de Paris 2024.